# Super Mario Bros. (película de 1993)
Super Mario Bros. (también conocida como: Super Mario Bros.: The Movie) es una película británica-estadounidense de aventuras, fantasía y ciencia de 1993 basada en la serie de videojuegos Super Mario de Nintendo. El primer largometraje de acción en vivo basado en un videojuego, fue dirigido por Rocky Morton y Annabel Jankel, escrito por Parker Bennett, Terry Runté y Ed Solomon, y distribuido por Buena Vista Pictures a través de Hollywood Pictures. Sigue a los hermanos Mario (Bob Hoskins) y Luigi (John Leguizamo) en su búsqueda para rescatar a la Princesa Daisy (Samantha Mathis) de un universo paralelo distópico gobernado por el despiadado Rey Koopa (Dennis Hopper).
El desarrollo comenzó después de que el productor Roland Joffé obtuviera los derechos cinematográficos de Mario de Nintendo. Dada la licencia creativa gratuita de Nintendo, que creía que la marca Mario era lo suficientemente fuerte para la experimentación, los guionistas imaginaron Super Mario Bros. como una comedia subversiva influenciada por Los cazafantasmas (1984) y El mago de Oz (1939). El escenario se inspiró en el juego Super Mario World (1990) con elementos extraídos de los cuentos de hadas y la cultura americana contemporánea. La producción innovó e introdujo muchas técnicas cinematográficas que ahora se consideran fundamentales en la transición de los efectos visuales prácticos a los digitales, incluido el uso de Autodesk Flame. El rodaje duró desde el 6 de mayo hasta el 27 de julio de 1992.
Lanzado el 28 de mayo de 1993, Super Mario Bros. fue un fracaso crítico y comercial, recaudando 38,9 millones de dólares en todo el mundo con un presupuesto de 42 a 48 millones de dólares. Recibió críticas generalmente negativas de los críticos, quienes criticaron la trama, el tono inconsistente y la falta de fidelidad al material original, pero elogiaron solo los efectos especiales. Como resultado, Nintendo se mostró renuente a licenciar una de sus propiedades intelectuales para adaptaciones cinematográficas.
Aunque apareció en varias listas de las peores películas jamás realizadas, se desarrolló un seguimiento de culto y se ha descrito como un clásico de culto. En 2012, se produjo una secuela de webcomic en colaboración con Bennett. Super Mario Bros. siguió siendo la única película de acción en vivo basada en una propiedad de juego de Nintendo hasta Pokémon: Detective Pikachu (2019). Super Mario Bros.: La película se estrenó el 5 de abril de 2023, fue producida por Illumination (propiedad de Universal Pictures) y fue un gran éxito financiero, recaudando $1,361 millones en todo el mundo durante su primer fin de semana de cinco días con $377 millones y un presupuesto de $100 millones.

## Resumen

Logo de Mario

Los hermanos Mario (Bob Hoskins) y Luigi (John Leguizamo), fontaneros de profesión, conocen a una joven paleontóloga llamada Daisy (Samantha Mathis), y esta es secuestrada por el malvado Bowser Koopa (Dennis Hopper). Al parecer, después de que cayera el meteorito que extinguió a los dinosaurios hace 65 millones de años, el impacto creó una dimensión paralela en la que los dinosaurios continuaron viviendo y evolucionando, mientras que algunos dinosaurios evolucionaron a una especie antropomórfica. En esa dimensión, en la ciudad de Dinohattan es donde está Daisy y allí es donde gobierna el malvado Koopa. Por ello, los dos hermanos deberán unirse para rescatarla, y traerla sana y salva de vuelta a la tierra.

## Trama
Hace unos 65 millones de años, un meteorito choca contra la Tierra, matando a los dinosaurios y dividiendo el universo en dos dimensiones paralelas. Los dinosaurios sobrevivientes cruzan a una nueva dimensión y los dinosaurios con inteligencia evolucionan pasado la etapa de dinosauroide a una especie con un aspecto similar a un ser humano.
En 1973, una mujer misteriosa deja un huevo grande, junto con una piedra, en un orfanato católico, pero cuando intenta irse, Bowser la aborda, exigiéndole la ubicación de la piedra. Luego de negarse, rocas caen sobre la mujer y la matan. Luego, el huevo eclosiona, revelando contener una niña.
Veinte años después, dos hermanos italoestadounidenses, Mario y Luigi, viven en Brooklyn, Nueva York. Están a punto de ser expulsados del negocio por la Compañía de Construcción Scapelli, operada por la mafia, dirigida por Anthony J. "Andy" Scapelli. Luigi se enamora de Daisy, estudiante de la Universidad de Nueva York, que está cavando bajo el puente de Brooklyn en busca de huesos de dinosaurios. Después de una cita, Daisy lleva a Luigi de regreso al puente solo para presenciar a dos de los hombres de Scapelli sabotearlo dejando las tuberías de agua abiertas. Mario y Luigi logran arreglarlo, pero Iggy y Spike, los secuaces y primos de Bowser, los dejan inconscientes y secuestran a Daisy. Mario y Luigi, se despiertan y los persiguen a través de un portal interdimensional que lleva a Dinohattan.
Mientras tanto, Iggy y Spike se dan cuenta de que no trajeron la roca de Daisy: un fragmento de meteorito que Bowser está tratando de obtener para fusionar su mundo con el mundo humano. Luego se revela que Daisy es la princesa perdida de la otra dimensión. Cuando Bowser derrocó al Rey, el padre de Daisy, y lo convirtió en savia, su madre la Reina la llevó a Brooklyn y la entregó al orfanato. Luego, el portal se cerró, pero los hombres de Scapelli reabrieron el portal cuando volaron la cueva para estudiar la dimensión. Bowser envía a Spike e Iggy a buscar a Daisy y la roca para fusionar las dimensiones y convertirlo en una sola dimensión de ambos mundos. Sin embargo, después de que Bowser los somete a uno de sus experimentos para hacerlos más inteligentes, Spike e Iggy se dan cuenta de las malas intenciones de Bowser y se ponen del lado de los hermanos Mario en el desierto. Daisy es llevada a la Torre Koopa, donde conoce al dinosaurio real Yoshi. Bowser le informa a Daisy que desciende de los dinosaurios, creyendo que solo Daisy puede fusionar los mundos debido a su herencia real. Finalmente, los hermanos Mario rescatan a Daisy con la ayuda de Toad, un guitarrista bondadoso que se convirtió en un Goomba como castigo.
Finalmente, los dos mundos se fusionan y Bowser convierte a Scapelli en un chimpancé antes de perseguir a Mario, pero Luigi y Daisy logran quitar el fragmento del meteorito y los mundos se separan nuevamente. En Dinohattan, Mario se enfrenta a Bowser y finalmente lo derrota cuando él y Luigi disparan sus armas de devolución a Bowser y lo disparan con un Bob-omb. Bowser, ahora transformado en un Tyrannosaurus feroz y semihumanoide, intenta matar a los hermanos Mario, pero lo destruyen de una vez por todas convirtiéndolo en un Tyrannosaurus rex real, luego en un limo primigenio. Con el padre de Daisy restaurado después de la derrota de Bowser, recupera el control del reino. Los ciudadanos celebran y destruyen inmediatamente cualquier cosa que esté bajo la influencia de Koopa. Luigi profesa su amor por Daisy y quiere que ella vaya a Brooklyn con él, pero Daisy no puede venir hasta que se repare el daño causado por Bowser y, por lo tanto, quiere pasar más tiempo con su padre. Alicaído, Luigi le da un beso de despedida a Daisy mientras él y Mario regresan a su casa en Brooklyn, con Daisy viéndolos irse. Tres semanas después, los hermanos Mario se están preparando para comer cuando su historia sale en las noticias y el presentador dice que deberían llamarse "Súper Hermanos Mario". Daisy llega y le pide a los hermanos Mario que la ayuden en una nueva misión.
En una escena poscréditos, dos ejecutivos de empresas japonesas proponen hacer un videojuego basado en Iggy y Spike, ahora atrapados en la Tierra, quienes deciden por el título The Super Koopa Cousins.

## Crítica
La película tuvo críticas encontradas; en general, fue mal recibida por su argumento incoherente, pero a su vez fue criticada las apariencias por los personajes de Mario y Luigi. La película hizo perder 42 millones de dólares en taquilla, sin contar los innumerables productos que fueron lanzados al mercado. Las similitudes entre la película y los videojuegos son tan vagas que se limitan al diseño de algunos objetos y a los nombres erráticamente colocados de los personajes, siendo tanto la historia como el universo completamente diferente al de los videojuegos.
Los seguidores de la saga se sintieron decepcionados por la distorsión de la historia y los personajes, además de contar con una atmósfera oscura en discrepancia con los videojuegos, de aspecto colorista, amigable y familiar. Por ejemplo, Toad es un hongo en el videojuego, mientras que en la película es un humano cualquiera que es convertido en un goomba.
Se dice que el apellido de Luigi y Mario es Mario, por eso son los hermanos Mario, cuando Nintendo ha declarado que no tienen apellidos. Otra crítica fue que Mario y Luigi solo pueden saltar con botas especiales con cohetes, que usaron muy poco en la película, y que también eso mismo les quitaban los característicos saltos de Mario y Luigi en los juegos. Otra crítica fue el hecho de hacer humanos a algunos personajes, como a Bowser, Toad, Spike Koopa, Iggy Koopa y Big Bertha, además de que no aparece ni se menciona a la Princesa Peach, que fue cambiada por la Princesa Daisy, perteneciente al videojuego Super Mario Land.
En 2007, Bob Hoskins dijo en una entrevista para la revista The Guardian: «¿El peor trabajo que he realizado? Super Mario Bros. Fue una pesadilla». En 2011, en una entrevista, le preguntaron a Hoskins: «¿Cuál es el peor trabajo que has hecho?», «¿Cuál ha sido tu mayor decepción?» y «Si pudieras editar tu pasado, ¿qué cambiarías?». Su respuesta a las tres fue Super Mario Bros. Su hijo, Jack Hoskins, es un fan de la serie Mario, así como de la película y elogió su actuación.
El creador de Mario, Shigeru Miyamoto, dijo: «Al final, fue un proyecto muy divertido en el que pusieron mucho esfuerzo. Lo único de lo que todavía me arrepiento es que la película pudo haber intentado acercarse demasiado a lo que eran los videojuegos de Mario Bros. Y en ese sentido, se convirtió en una película que trataba sobre un videojuego, en lugar de ser una película entretenida en sí misma».

## Novelización
El 1 de mayo de 1993, Fantail publicó una novela titulada Super Mario Bros., basada en el guion de la película, escrita por Todd Strasser.

## Reparto
- Mario Mario: Bob Hoskins
- Luigi Mario: John Leguizamo
- Bowser Koopa: Dennis Hopper
- Princesa Daisy: Samantha Mathis
- Iggy Koopa: Fisher Stevens
- Spike Koopa: Richard Edson
- Lena: Fiona Shaw
- Daniella Verducci: Dana Kaminski
- Toad: Mojo Nixon
- Scapelli: Gianni Russo
- Big Bertha: Francesca Roberts
- Rey de Dinohattan: Lance Henriksen
- Reina de Dinohattan: Samantha Mathis
- Anciana: Sylvia Harman
- Narrador: Dan Castellaneta
- Angelica: Desiree Marie Vélez
- Presentador de TV: Robert D. Raiford
- Goomba: Scott Mactavish
- Voces de criaturas (incluyendo Yoshi): Frank Welker[9]
- James: Preston Lane

## Alusiones y diferencias con los videojuegos
1. Aparece un Bob-omb (enemigo que apareció por primera vez en Super Mario Bros. 2), una especie de bomba que camina, cuando Mario la descubre en su cinturón de herramientas y la dirige a Koopa, en otra escena Luigi le da discretamente a Mario un Bill Bala, (una especie de misil), en esta escena Mario lo pone en un stomper a manera de batería. Además Bob-omb es llamado B-bomb.
2. Siguiendo con los Bob-omb, estos llevan impreso en la planta de sus piececitos la marca Reebok.
3. Big Bertha (enemigo que apareció en Super Mario Bros. 3 llamado Gran Cheep Cheep) en realidad era un pez enorme que quería devorar a Mario.
4. Daniella parece una alusión a Pauline, del videojuego Donkey Kong.
5. Daisy viene de Sarasaland, no del Reino Champiñón. Además de ser confundida con Peach.
6. La marca de los stompers, Roca Picuda, es el nombre de un enemigo de Mario y Luigi.
7. Yoshi aparece como un diminuto T-rex.
8. Al principio de la película se oye el tema original del videojuego.
9. En la película se presenta a un Luigi más confiado y valiente y a un Mario más temeroso, lo cual es completamente al revés.
10. Los trajes de Mario y Luigi no tienen similitud a los del videojuego, excepto en que son de colores rojo y verde, con detalles en azul. La gorra más parecida es la de Mario, no así en el caso de Luigi, y ninguna de las dos lleva las iniciales M y L, ni usan guantes.
11. En el videojuego, Luigi lleva bigote; en la película, ni siquiera perilla.
12. Las botas stomper están inspiradas en las botas Kuribo; asimismo, tal vez sea una alusión a la habilidad de Mario y Luigi de saltar.
13. Las armas des-evolucionadoras no son más que Super Scopes modificados.
14. Cuando Bowser habla con el antiguo rey, se refiere a Dinohattan como "Mushroom Kingdom" (Reino Champiñón).
15. En la película, el combate final contra Koopa ya transformado en un Bowser gigante subido en esa especie de contenedor en el aire, recuerda al enfrentamiento final con Bowser en Super Mario World.
16. En la novela el nombre del rey champiñón es Bowser, siendo este nombre el de Koopa en el videojuego.
17. Los lanzallamas tienen detalles al final del cañón, recordando a la Flor de Fuego, también una alusión de la habilidad de lanzar fuego de Bowser.
18. Puede oírse un grito "Disfrute sus hamburguesas Spiny" (Spiny es el nombre en inglés de los Pinchones).
19. Iggy y Spike parecen ser de Wario y Waluigi, sin embargo, Iggy es uno de los Koopalines, y Spike, un enemigo de Mario que lanza bolas con pinchos desde su boca (ambos debutaron en Super Mario Bros. 3).
20. Bowser es el enemigo en Super Mario World y en la película.
21. El apellido de Mario y Luigi en la película es Mario, pero en los juegos no tienen apellido, solo el adjetivo Bros/Hermanos. Tal y como confirmó Nintendo, se les conoce como "los hermanos Mario" —Mario Brothers en inglés, Mario Bros. abreviado—, porque Mario es el mayor, no porque tengan alguno de esos dos apellidos.
22. En la penúltima escena, cuando el rey volvió a su estado normal y dice: «He vuelto, amo a los fontaneros», recuerda después del enfrentamiento de los koopalines del videojuego Super Mario Bros 3.
23. En una escena en la que Mario descubre una pared, pierde el equilibrio y la atraviesa, dirigiéndose a otro mundo. En ese momento se encuentra con Luigi. Esto puede ser una alusión a la Zona Muelle o la Tubería, un área secreta accesible mediante un glitch en el nivel 1-2.
24. En la película, Daisy es una chica común que estudia Paleontología, mientras que en el videojuego es una princesa y pariente de la Princesa Peach.
25. En la escena en que Toad hace bailar a los Goomba y Koopa Troopa en el elevador, se puede ver a Lakitu como un Koopa Troopa con gafas.
26. En la escena de Bowser que es T-Rex, tiene cierta similitud a Giga Bowser, villano de Super Smash Bros. Melee y Smash Final de Bowser en Super Smash Bros Brawl en Super Smash Bros. for Nintendo 3DS y Wii U y en Super Smash Bros Ultimate.
27. En la escena donde salen volando de la tubería, el colchón parece una alfombra mágica de Super Mario Bros 2.
28. En la escena en que Koopa convierte al presidente en un mono con el arma des-volucionadora recuerda en su argumento a la introducción del videojuego Super Mario Bros 3.
29. En la escena cuando Mario y sus amigas fueron perseguidos por los Goombas, en ese momento Mario dejó su llave en un agujero y los Goombas fueron golpeados, recuerda a los objetos de la saga de Mario Kart.
30. En la película, la princesa Daisy parece una alusión al videojuego Super Mario Land.
31. En la escena donde Koopa está sobre lo que parece ser un caldero, peleando contra Mario debajo de él, hace alusión al deslizador de Bowser contra el que peleas en Super Mario World al final.
32. En los videojuegos, los goombas no son personas que han sido des-evolucionadas, sino pequeñas criaturas que sirven al rey Bowser.
33. En realidad, la princesa Daisy es morena de pelo, y es Peach, la que es rubia.
34. En los juegos, Toad es un pequeño hombre-champiñón, no un humano que canta por la calle.
35. Koopa, en realidad nunca adapta una forma humana, siempre ha sido una mutación entre tortuga y dragón con planes malvados.
36. En una escena cuando Luigi y Daisy entraron en un túnel subterráneo, y en otra escena en la que Mario y Luigi reparan tuberías, esto parecen una alusión al tema "Underground".
37. En la escena cuando Mario, Daniella y sus amigas se escapan con el colchón no es una alusión al tema "Slide" del videojuego Super Mario 64 ya que dicho juego se lanzó años después que la película.
38. En la escena cuando Koopa le dispara con el arma des-evolucionadoras a Mario y luego se defiende con un champiñón (como un escudo) parece una alusión a "Starman".
39. En la escena cuando Mario y Luigi despegaron con las botas stomper y luego chocaron contra el techo recuerda sobre la destrucción de los bloques.
40. En la escena cuando Lena ataca a Daisy y luego Yoshi la salva sacando un lenguentazo recuerda la habilidad de Yoshi de los videojuegos como Super Mario World.

## Banda sonora
- Super Mario Bros. Theme - Kōji Kondō
- Almost Unreal - Roxette
- Love Is the Drug - Divinyls
- Walk the Dinosaur - The Goombas feat. George Clinton
- I Would Stop the World - Charles and Eddie
- I Want You - Marky Mark
- Where Are You Going? - Extreme
- Speed of Light - Joe Satriani
- Breakpoint - Megadeth
- Tie Your Mother Down - Queen
- Cantaloop (Flip Fantasia) - Us3
- Don't Slip Away - Tracie Spencer
- "2 Cinnamon Street" - Roxette

Alan Silvestri compuso la banda sonora, la cual no ha aparecido de forma oficial sino en copias no autorizadas.
El tema no incluido en la banda sonora original fue el tema "Somewere my love" de la película Doctor Zhivago.
El sencillo "Almost Unreal" de Roxette fue originalmente escrito para formar parte de la banda sonora de la película de 1993, Hocus Pocus; pero al final fue rechazado y pasó a ser incluida en la película de Super Mario Bros..[cita requerida] Dicha canción tuvo éxito a pesar del fracaso del filme. Fue Top 10 en Inglaterra, Irlanda, Suecia y otros países europeos, además de Japón e Hispanoamérica. Sin embargo en el Billboard norteamericano, sólo ingresó al puesto 94. 
El tema de Roxette titulado "2 Cinnamon Street" (cantado por Marie Fredriksson; la versión original cantada por Per Gessle) sólo aparece en una edición especial del álbum de la banda sonora publicada para algunos países de Europa. Por su parte, George Clinton lanzó un sencillo con cuatro versiones diferentes de "Walk The Dinosaur".